# ميك تايلور
ميك تايلور (بالإنجليزية: Mick Taylor )‏ (و. 1949  م) هو عازف قيثارة، وملحن بريطاني، يستخدم آلات قيثارة، وآلة إيقاعية، وآلة مفاتيح، وغيتار البيس، وجيتار منزلق، وهو عضوٌ في الرولينج ستونز.

## وصلات خارجية
- ميك تايلور على موقع IMDb (الإنجليزية)
- ميك تايلور على موقع الموسوعة البريطانية (الإنجليزية)
- ميك تايلور على موقع ميوزك برينز (الإنجليزية)
- ميك تايلور على موقع رولينغ ستون (الإنجليزية)
- ميك تايلور على موقع إن إن دي بي (الإنجليزية)
- ميك تايلور على موقع أول ميوزيك (الإنجليزية)
- ميك تايلور على موقع ديسكوغز (الإنجليزية)
- ميك تايلور على موقع قاعدة بيانات الفيلم (الإنجليزية)
- ميك تايلور في قاعدة بيانات الأفلام على الإنترنت